# أتولفيل (نيو برونزويك)
أتولفيل (بالإنجليزية: Atholville, New Brunswick)‏ هي قرية تقع في كندا في Addington Parish, New Brunswick. يقدر عدد سكانها بـ 1,237 نسمة .

## معرض صور

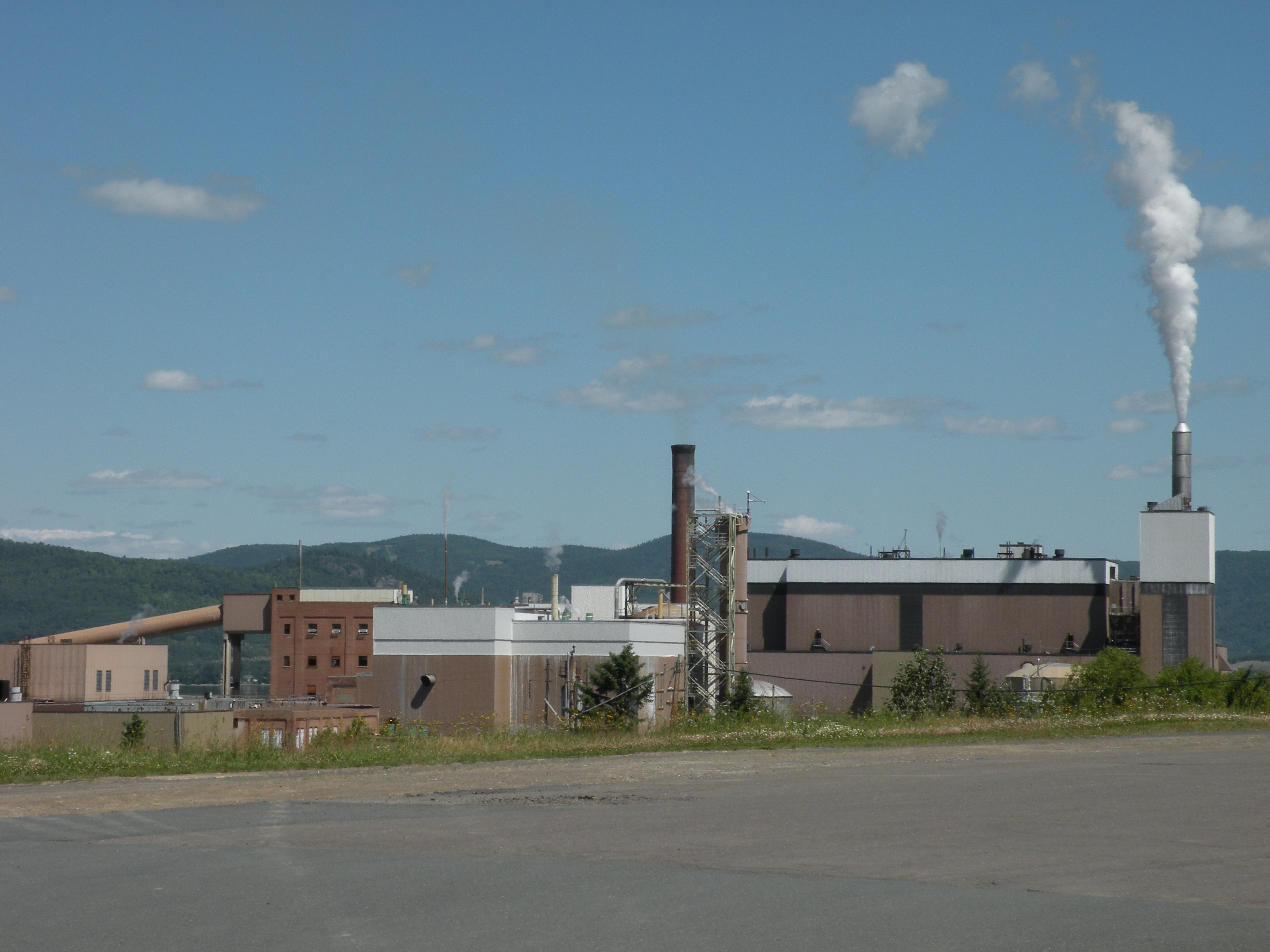
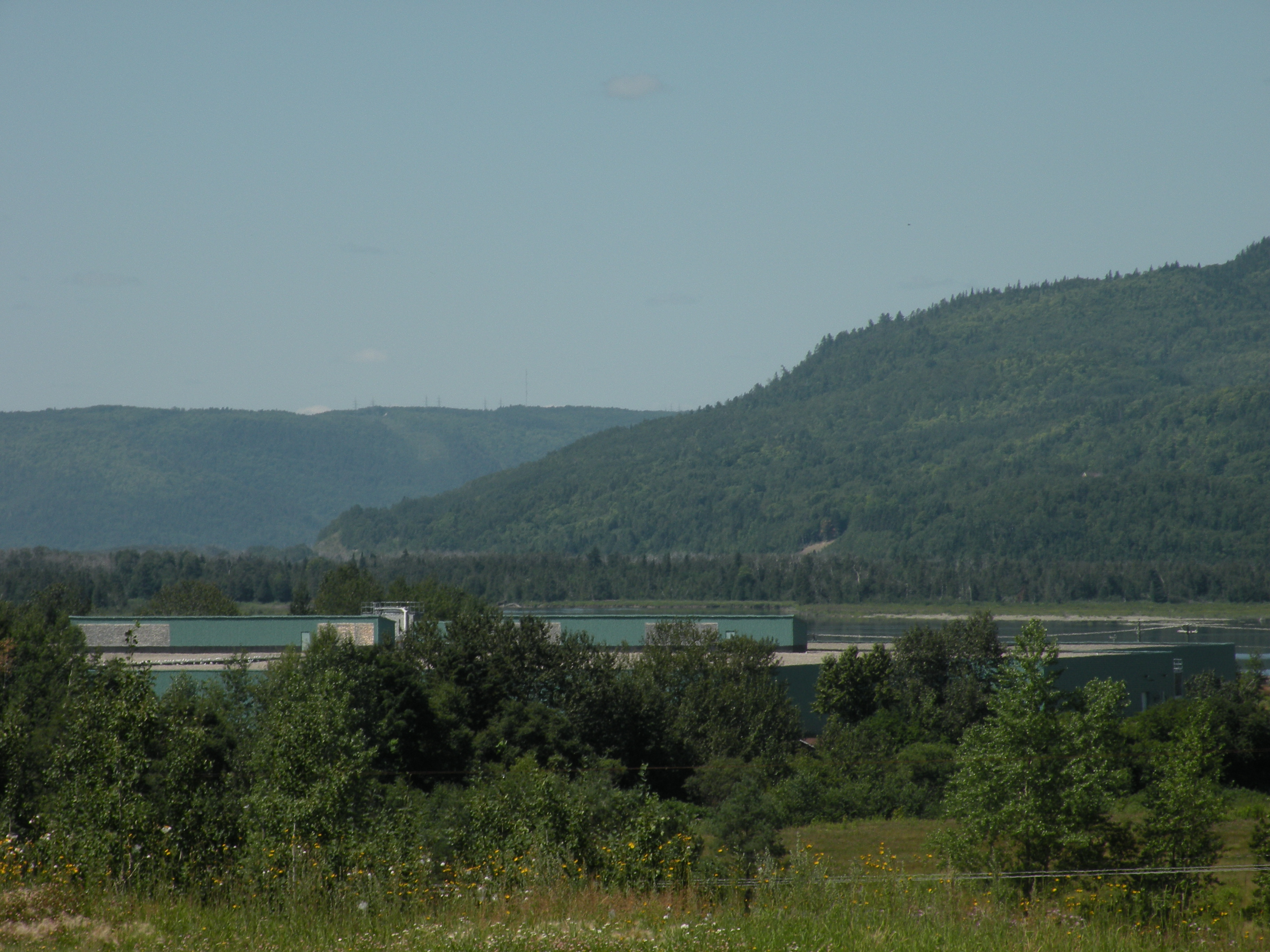
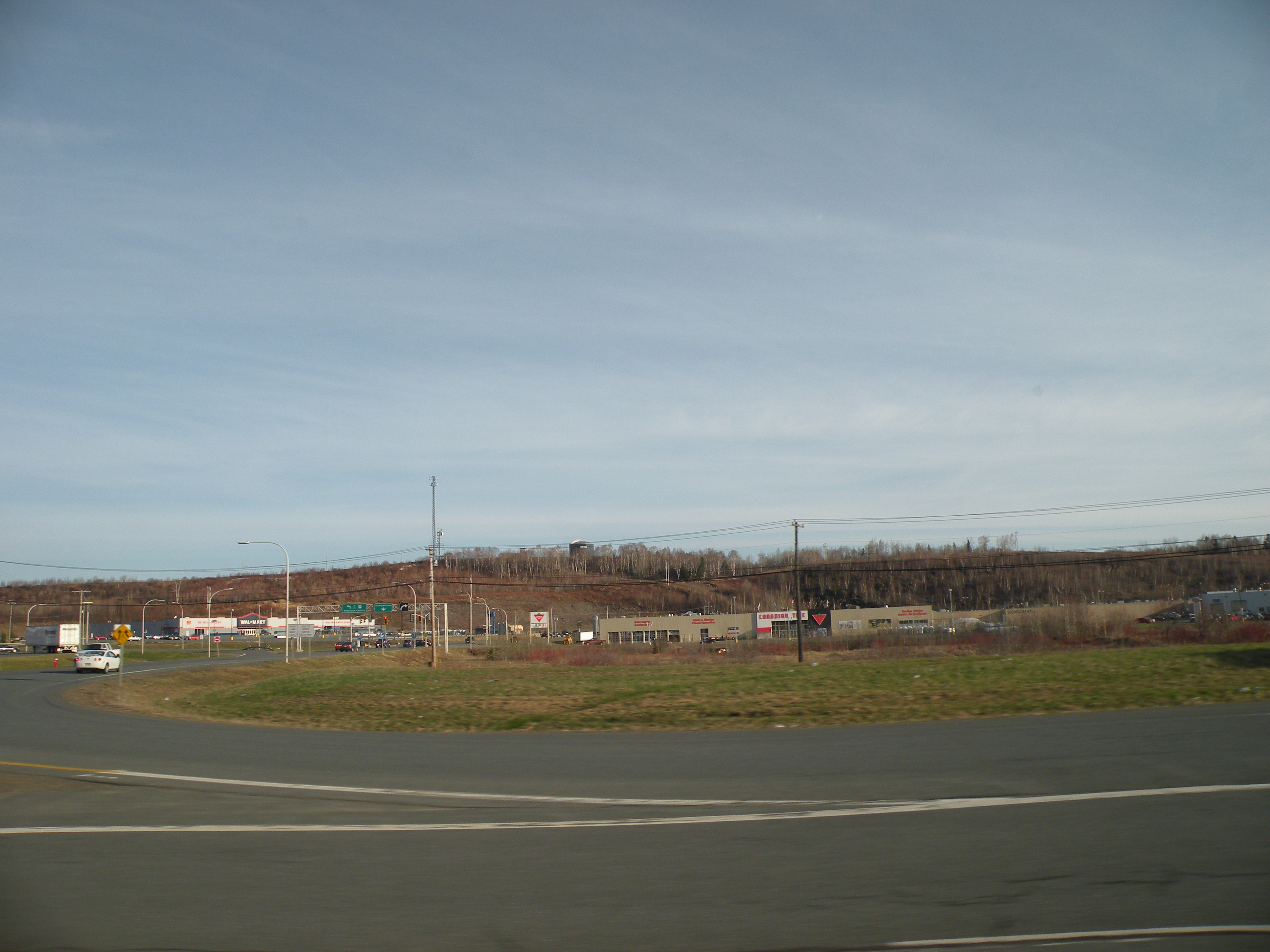
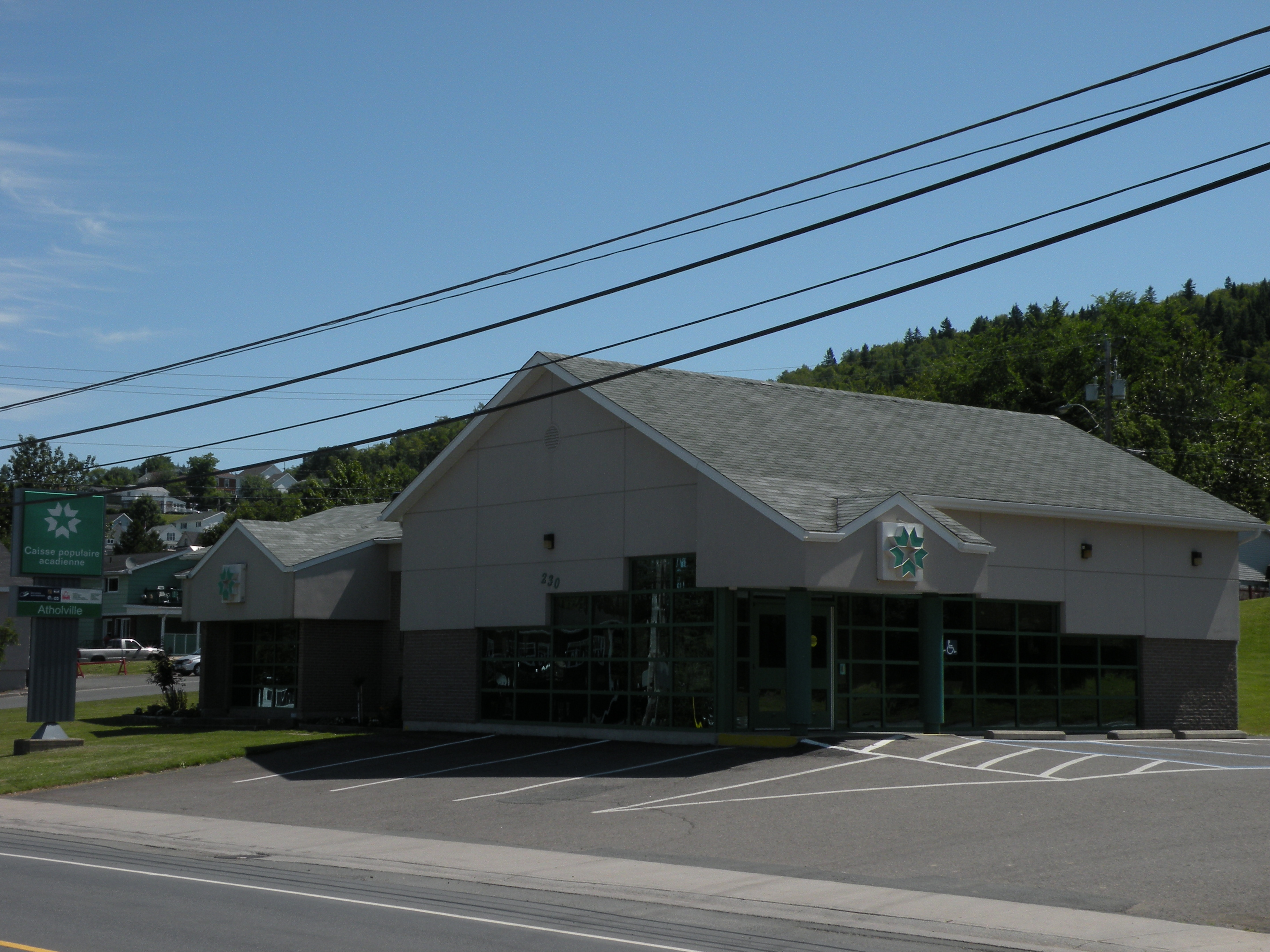

## أعلام
- ادمون بلانشارد